# Orene Ai'i

a Compétitions nationales et continentales officielles uniquement.

b Matchs officiels uniquement.
Dernière mise à jour le 22 juillet 2019.
Orene Ai'i, né le 23 septembre 1979 à Apia (Samoa), est un joueur néo-zélandais de rugby à XV et à sept qui évolue au poste de demi d'ouverture, centre, ailier ou arrière  (1,75 m pour 85 kg). Il possède également la nationalité samoane.
Il a été élu joueur de l'année à sept en 2005.

## Carrière

### En club et franchise
- 2016 : Rush de San Francisco (PRO Rugby)  États-Unis
- 2012 : Blues (Super 15)  Nouvelle-Zélande
- 2009-2012 : Toyota Verblitz (Top League)  Japon
- 2007-2009 : RC Toulon (Top 14)  France
- 2005-2007 : Toyota Verblitz (Top League)  Japon
- 2003-2004 : Blues (Super 12)  Nouvelle-Zélande
- 2002 : Crusaders (Super 12)  Nouvelle-Zélande
- 2000-2001 : Blues (Super 12)  Nouvelle-Zélande
- 1999 : Hurricanes (Super 12)  Nouvelle-Zélande

### En province
- 2013 : Auckland (NPC)  Nouvelle-Zélande
- 2012 : Northland (NPC)  Nouvelle-Zélande
- 2000-2005 : Auckland (NPC)  Nouvelle-Zélande

## Palmarès

### En club
- Champion de France de Pro D2 : 2008

### En province
- Vainqueur du NPC : 1999

### En équipe nationale
- Équipe de Nouvelle-Zélande A (tournée européenne en 2000)
- Équipe de Nouvelle-Zélande de rugby à sept
- Équipe de Nouvelle-Zélande -21 ans

### Récompenses personnelles
- Élu meilleur joueur international de rugby à sept en 2005 par l'IRB[3]